# Delia Vaccarello
Delia Vaccarello (Palermo, 7 de outubro de 1960 — Palermo, 27 de setembro de 2019) foi uma jornalista, escritora e ativista dos direitos LGBT italiana. Deu palestras sobre jornalismo em Bolonha e Urbino e editou colunas na imprensa periódica nacional relacionadas a questões antidiscriminatórias. Lésbica autodeclarada, em 2005, colaborou em um projeto, em Veneza, de educação cidadã sobre a homofobia. Foi a curadora de uma antologia em vários volumes sobre o amor entre mulheres, "Princesas Azuis" (em italiano:  "Principesse azzurre"), da Editora Arnoldo Mondadori.

## Biografia
Delia Vaccarello nasceu em Palermo, em 7 de outubro de 1960. Se formou em filosofia pela Universidade de Roma "La Sapienza", escrevendo sua tese sobre antropologia cultural.
Desde 1990, esteve associada ao jornal L'Unità, primeiro, como funcionária e, posteriormente, como freelancer. Para L'Unità, editou a página "Uno, due, tre... liberi tutti" ("Um, dois, três... libertem todos"). Colaborou também com o seminário Il Salvagente para o qual editou a coluna "Il Salvagiovani". A partir de 2010, foi afiliada ao Il Fatto Quotidiano, e, a partir de maio de 2013, ao Huffington Post.
Além de escrever, conduziu seminários nas escolas de jornalismo de Bolonha e Urbino, para os quais desenvolveu um curso inédito intitulado "Mídia e Preconceitos" (em italiano:  "Media e pregiudizi"), este último referindo-se, em particular, à orientação sexual. De 29 de agosto a 8 de setembro de 2007, foi membro do júri do primeiro "Queer Lion Award" no 64.º Festival Internacional de Cinema de Veneza.
Com câncer desde 2013, morreu em Palermo, em 27 de setembro de 2019.

## Trabalhos selecionados

### Autor
- Gli svergognati: vite di gay, lesbiche, trans... storie di tutti, Milão, La Tartaruga, 2003, ISBN 88-7738-369-0[9]
- L'amore secondo noi: ragazzi e ragazze alla ricerca dell'identità, Milão, Mondadori, 2005, ISBN 88-04-54404-X[10]
- Sciò! Giovani, bugie, identità, Milão, Mondadori, 2007, ISBN 88-04-56835-6[11]
- Quando si ama si deve partire, Milão, Mondadori, 2008, ISBN 88-04-57801-7[12]
- Evviva la neve: vite di trans e transgender[13], Milão, Mondadori, 2010, ISBN 88-04-60234-1[14]

### Editor

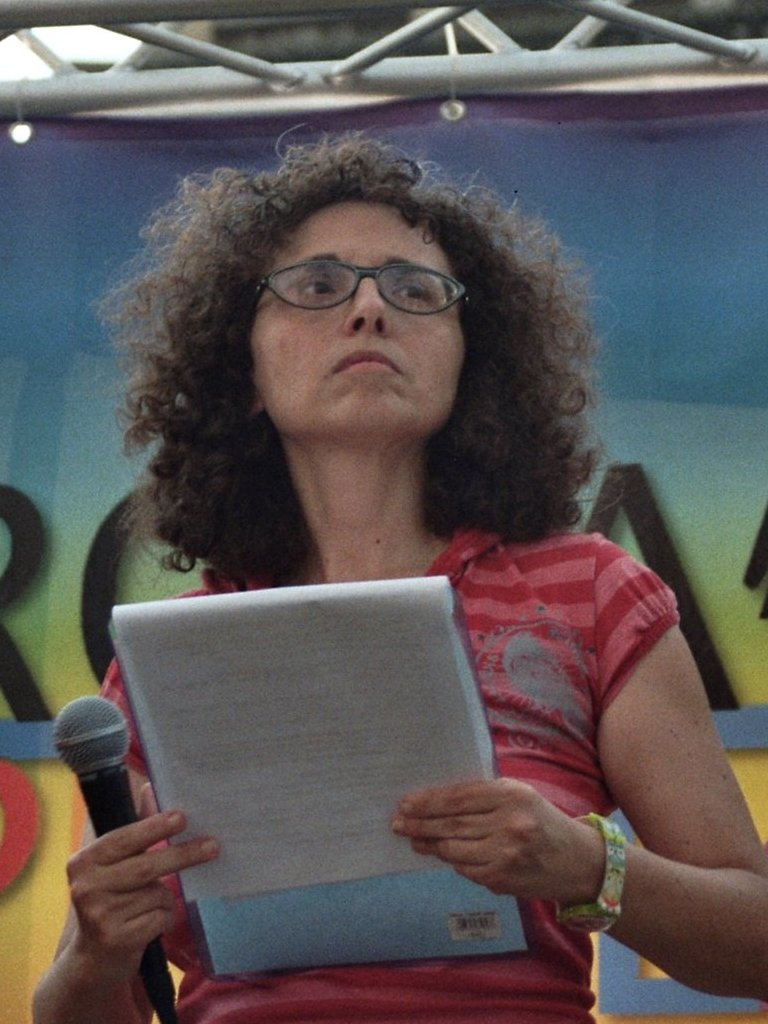
Durante a Parada do orgulho LGBT de Roma, em 2010.

- Delia Vaccarello; Mavì Zongoli, eds. (1991). Il bambino colorato. Incontro internazionale, Castiglioncello 21-22-23 aprile 1989. Comune di Rosignano Marittimo, Coordinamento Genitori Democratici. Nápoles: Tecnodid
- Delia Vaccarello; Mavì Zongoli, eds. (1991). Il bambino bruciato. Incontro internazionale. Castiglioncello, 11-12-13 maggio 1990, Comune di Rosignano Marittimo, Coordinamento Genitori Democratici. Florença: La Nuova Italia. ISBN 88-221-0982-1
- Delia Vaccarello, ed. (2003). Principesse azzurre: racconti d'amore e di vita di donne tra donne. Milão: Mondadori. ISBN 88-04-51654-2
- Delia Vaccarello, ed. (2004). Principesse azzurre 2: racconti d'amore e di vita di donne tra donne. Milão: Mondadori. ISBN 88-04-52903-2
- Delia Vaccarello, ed. (2005). Principesse azzurre 3: racconti d'amore e di vita di donne tra donne. Milão: Mondadori. ISBN 88-04-54728-6
- Delia Vaccarello, ed. (2006). Principesse azzurre crescono: racconti d'amore e di vita di donne tra donne. Milão: Mondadori. ISBN 88-04-55575-0
- Delia Vaccarello, ed. (2007). Principesse azzurre da guardare: racconti d'amore e di vita di donne tra donne. Milão: Mondadori. ISBN 978-88-04-56895-7
- Delia Vaccarello, ed. (2008). Eros up, principesse azzurre in amore: racconti d'amore e di vita di donne tra donne. Milão: Mondadori. ISBN 978-88-04-57776-8
- Delia Vaccarello, ed. (2009). Pressoché amanti: racconti d'amore e di vita di donne tra donne. Milão: Mondadori. ISBN 978-88-04-59262-4